# Шауи, Турия
Турия Шауи (араб. ثريا الشاوي‎, фр. Touria Chaoui; 14 декабря 1936, Фес — 1 марта 1956, Касабланка) — первая арабская женщина-авиатор.

## Ранние годы
Турия Шауи родилась 14 декабря 1936 года в семье Абдельвагеда и Зины. Её отец был театральным режиссёром и журналистом. У Турии также был брат Салах, художник, проживавший во французском городе Виши. В 1948 году их семья переехала из города Фес в Касабланку, чтобы начать новую жизнь. В том же году она снялась в эпизодической роли в фильме «Седьмые ворота» французского режиссёра Андре Звобада. Существовало две версии этого фильма — французская и арабская. Последняя (где снималась Турия) не сохранилась.

## Карьера
В 1950 году отец Турии записал девушку в авиационную школу в Тит-Меллиле, Марокко. В школе могли обучаться французские военные, и для марроканцев (особенно для женщин) было создано мало возможностей. Её поступление вызвало протест в школе, однако законных оснований для отказа в приёме не было, и школа с неохотой приняла заявление Турии, рассчитывая, что та скоро сдастся. Однако девушка проучилась год и в возрасте 15 лет получила лицензию пилота. Как первую женщину-авиатора арабского мира, её пригласил на приём король Марокко Мухаммед V.

## Смерть
1 марта 1956 года Турия Шауи была убита двумя выстрелами в голову. Её похоронили в Касабланке. Существует несколько теорий о причинах убийства, на его неслучайность указывают предыдущие неудачные покушения на её жизнь, но убийство осталось нераскрытым.